# EULEX
EULEX je zkratka pro The European Union Rule of Law Mission in Kosovo tedy misi Evropské unie k prosazování práva v Kosovu, který má zajistit naplňování rezoluce 1244 Rady bezpečnosti OSN, která byla zahájena 9. prosince 2008.
Mise EULEX zahrnuje asi dva tisíce lidí vyslaných ze zemí EU a má se soustředit na rozvoj demokracie, vytváření udržení stability a boj proti organizovanému zločinu. Proto EU vysílá např. policisty, soudce, celníky nebo poradce se zkušeností se státní správou. EULEX má převzít většinu pravomocí od mise OSN nazývanou UNMIK. Zahájení činnosti EULEX bylo několikrát odloženo kvůli námitkám Srbska a později Kosova.

## Uznání nezávislosti Kosova

Mapa států EU a jejich postoji k nezávislosti Kosova
Legenda:
uznávají nezávislé Kosovo
neuznávají nezávislé Kosovo